# Droga wojewódzka nr 516
Droga wojewódzka nr 516 (DW516) – droga wojewódzka w Sztumie łącząca stację kolejową Sztum z drogą krajową nr 55.